# Sint-Omaarskerk (Broekkerke)
De Sint-Omaarskerk (Frans: Église Sint-Omer) is de parochiekerk in de gemeente Broekkerke gelegen in het Franse Noorderdepartement. De zware kerktoren, met het typerende aangebouwd achthoekig torentje, dateert uit de 14de eeuw.

## Geschiedenis
Reeds vroeg in de middeleeuwen was hier sprake van een kerk. Een nieuwe kerk werd in de 14e eeuw gebouwd. De parochie behoorde tot het bisdom Terwaan tot 1592, daarna tot het bisdom Kamerijk. Op de kerk is ook het opschrift 1697 te vinden, wat een latere verbouwing zou dateren. In 1768 werd de orgelkast van de Abdij van Waten naar hier overgebracht en de pastorie werd in 1781 heropgebouwd.
Van 1888 tot 1891 werden grote aanpassingswerken uitgevoerd. De toren en een deel van het koor bleven behouden, maar de rest werd afgebroken en heropgebouwd om de kerk te vergroten. In 1903 werd het hoofdaltaar ingewijd en 1911 restaureerde men de pastorie nogmaals. Vanaf 1913 behoort de kerk tot het bisdom Rijsel. Tijdens de Tweede Wereldoorlog werd de kerk als uitkijkpost gebruikt, door de Duitsers in 1940 en door de Fransen op het eind van de oorlog. In 1967 werd de kerk nog eens gerestaureerd. De oude toren van de kerk werd in 1973 geklasseerd als monument historique. Binnen werden het orgel, de preekstoel en de doopvont in 1975 als onroerend erfgoed geklasseerd.

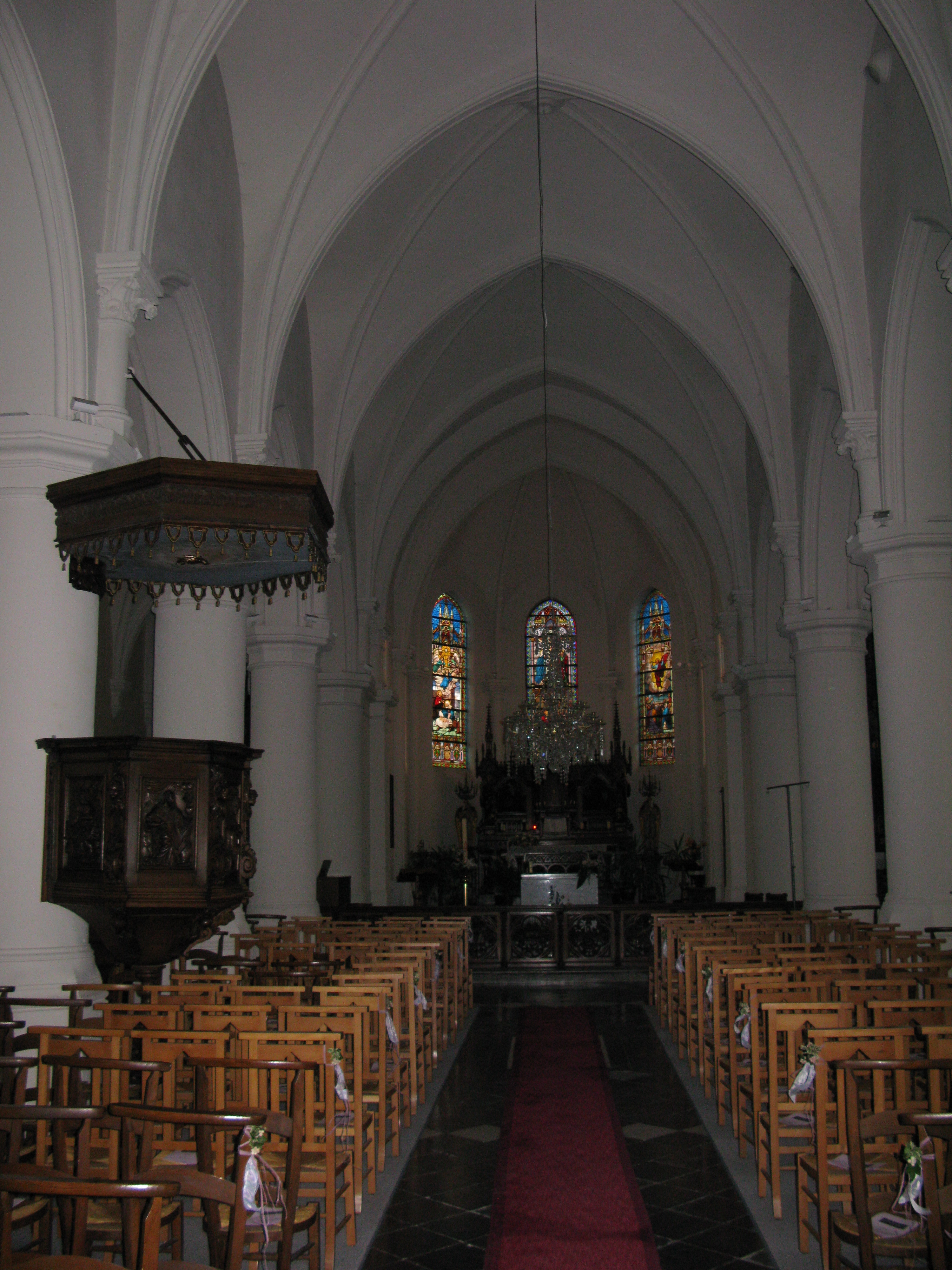
Binnenzicht met koor, hoofdaltaar en preekstoel